# Pendjab
Pour la province pakistanaise, voir Pendjab (Pakistan), pour l’État indien, voir Pendjab (Inde).
Le Pendjab ou Panjab ou encore Pandjab (en ਪੰਜਾਬ / پنجاب ; en anglais : Punjab) est une région du sous-continent indien comprenant une grande partie de l'est du Pakistan (province du Pendjab pakistanais) et du nord-ouest de l'Inde (État du Pendjab indien).
Le nom « Pendjab » est d'origine persan, de panj (پنج, signifiant « cinq ») et āb (آب, signifiant « eau », « rivière ») : « (pays des) cinq rivières ». Ces cinq rivières sont la Beâs, le Sutlej, le Ravi, la Chenab et la Jhelum ; toutes sont des affluents de l'Indus.
Le Pendjab a une longue histoire. Il a été habité par les Harappéens, les proto-Dravidiens et les Indo-Aryens et envahi par les Perses, les Grecs, les Kouchans, les Ghaznévides, les Timourides, les Moghols, les Afghans et les Britanniques. Les habitants du Pendjab sont aujourd'hui plus de 152 millions, ils sont appelés « Pendjabis » et parlent principalement le pendjabi. Les religions principales sont l'islam, le sikhisme et l'hindouisme.
En 1947, lors de la partition des Indes, le Pendjab a été divisé en deux entre l'Inde (Union indienne) et le Pakistan (dominion du Pakistan).

## Histoire

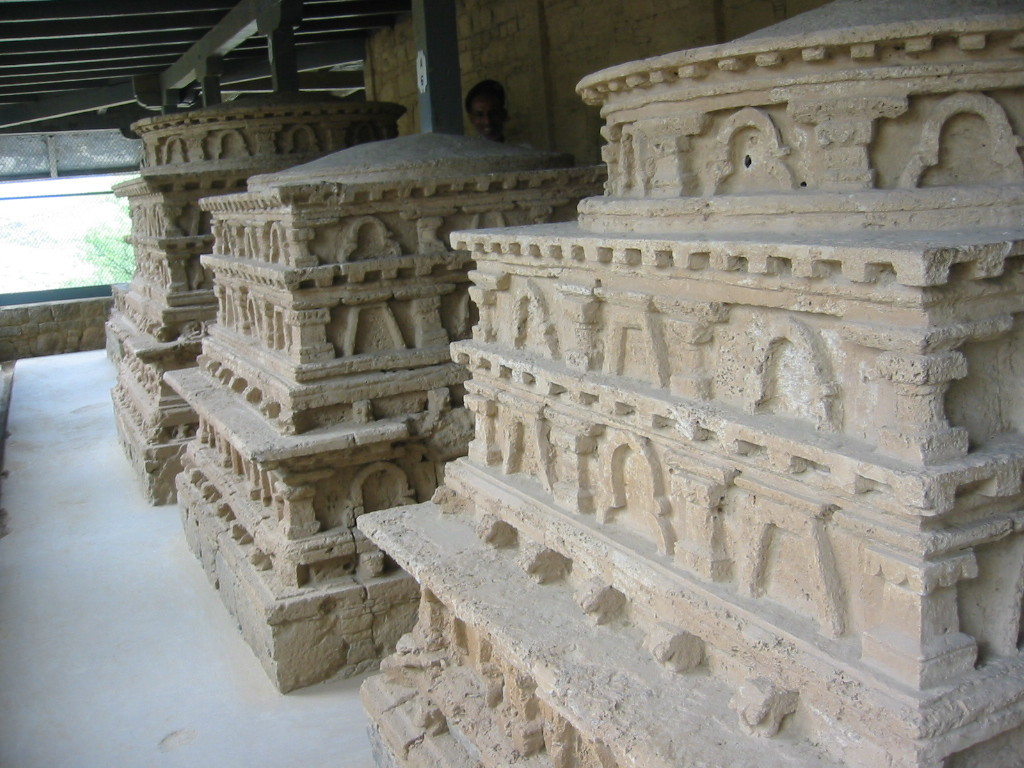
Taxila au Pakistan: Fondation bouddhique d'une satrapie Indo-grecque à Taxila : sur le site archéologique de Jaulian, stupas votifs (terre crue) autour de la plateforme du grand stupa. Ve siècle.

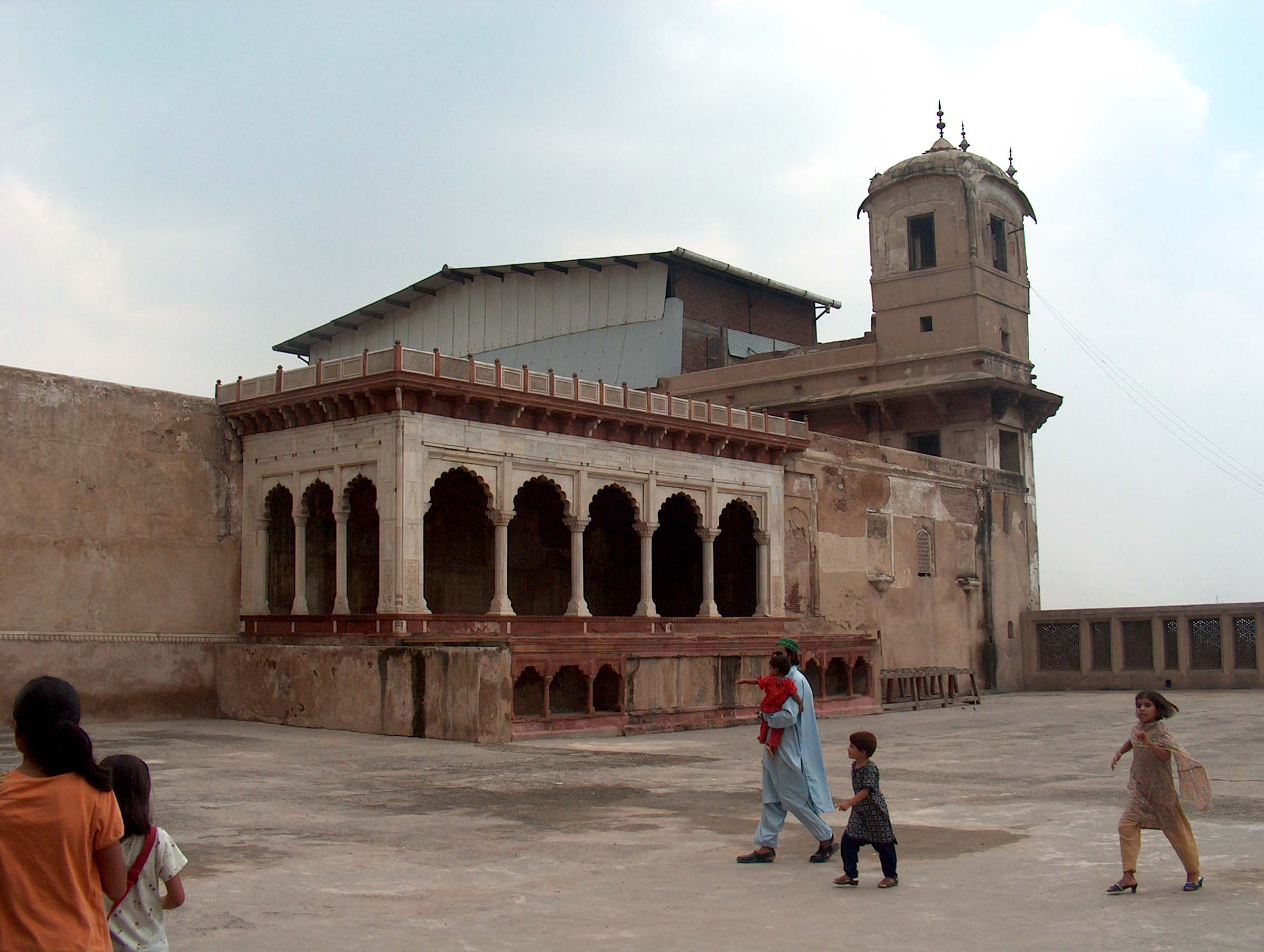
Le fort de Lahore construit par l'empereur moghol Akbar.

Durant la Préhistoire, la civilisation de la vallée de l'Indus, l'une des plus anciennes d'Asie du Sud, occupe ce qui est aujourd'hui la région du Pendjab. Dès le troisième millénaire av.J-C, un commerce international existe entre la méditerranée et l'Indus. Il fournit notamment du lapis aux états Mésopotamiens. Les cargos partent de l'Indus, passent par des ports relais, puis arrivent à Dilmun, où les marchandises sont achetées par les marchands Sumériens, qui les transportent en Mésopotamie et au-delà, jusqu'en Égypte et en Anatolie. La poule a été introduite en Égypte de cette manière, et une espèce d'éléphant syrien a existé grâce à cette importation, mais elle a disparu à cause des chasses des rois assyriens.
En -518, le Grand Roi Darius Ier lance une campagne pour conquérir la région. Les troupes achéménides traversent le Caucase indien et arrivent dans le Pendjab où les royaumes locaux sont soumis et la région, incorporée dans l'Empire perse, devient la vingtième satrapie. Une route est construite par les Perses pour faciliter le contrôle du pays, et des garnisons sont installées à Taxila, sur les ponts et les routes.
Les batailles épiques du Mahabharata sont situées dans l'actuel Haryana, partie du Pendjab historique.
En 326 av. J.-C., Alexandre le Grand envahit une partie du Pendjab à partir du nord et défait le roi Porus. Ses armées entrent dans la région par l'Hindou Kouch et son empire s'étend jusqu'à la ville de Sagala. En 305 av. J.-C., le Pendjab fait partie de l'empire Maurya puis du Royaume indo-grec vers 200 av. J.-C.. Ménandre Ier, qui règne d'environ 160 à 135 av. J.-C., se convertit probablement au bouddhisme. La région est envahie plusieurs fois, notamment par les Scythes et les Yuezhi. Ces derniers fondent l'Empire kouchan au Ier siècle.
Les Guptas dominent ensuite la région (IIIe siècle), puis Harsha (VIe siècle) et les Rajputs (VIIe siècle). En 711–713 le sultan Muhammad ibn al-Qasim de Taif, une ville d'Arabie, défait le raja Dahir et conquiert le Sind et le Pendjab au nom des Omeyyades. Il est le premier à introduire l'islam dans la région.
Par la suite, une série de dynasties musulmanes se succèdent jusqu'à l'établissement des Moghols en 1526. Une période de prospérité et de paix relative s'ensuit. Le Guru Nanak (1469-1539) fonde le sikhisme pendant cette période.
En 1758, le Pendjab est pris par les Marathes. Ceux-ci résistent à l'invasion des forces afghanes de Ahmad Shâh Durrani mais sont affaiblis. La Dhal Khalsa sikhe est fondée en 1748 à Amritsar. Elle domine la majorité du Pendjab au sein de l'Empire sikh à partir de 1799 sous le règne du maharaja Ranjit Singh, couronné en 1801.

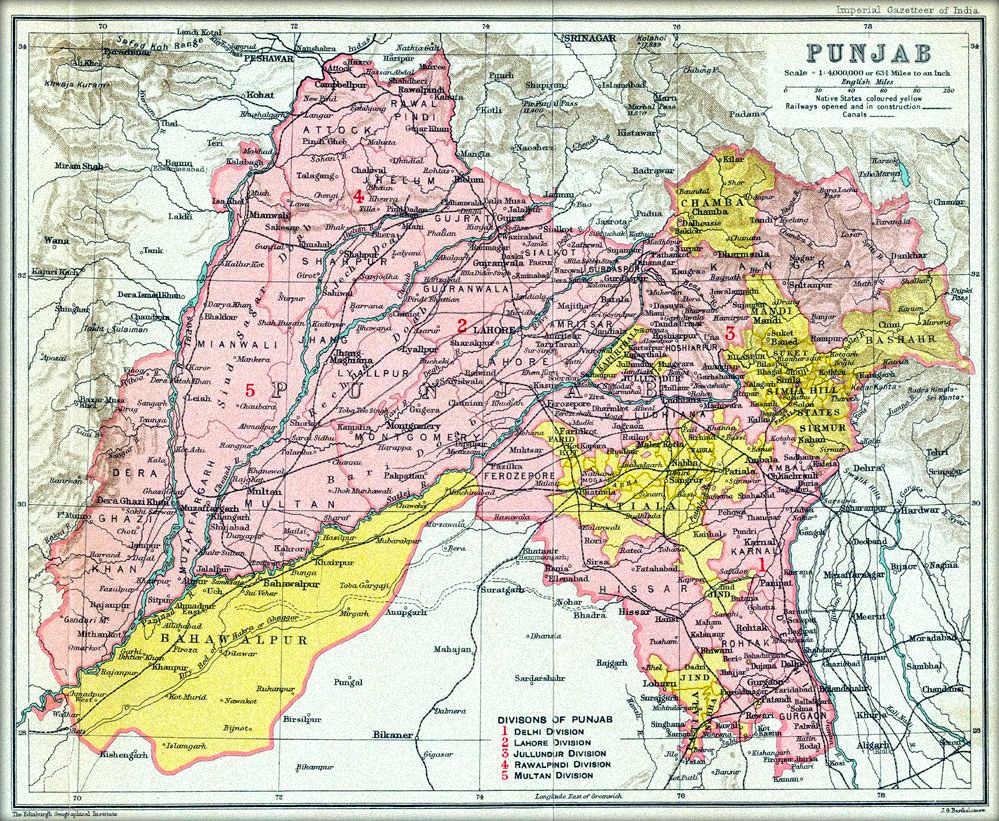
La province du Pendjab, dans l'Empire britannique des Indes en 1909.

Dix ans après sa mort, l'empire éclate et les Britanniques défont les sikhs avec l'aide des rois Dogra. L'Empire sikh était alors le dernier État indien à ne pas être dominé par les Britanniques.
Lors de la révolte indienne de 1857, les dirigeants sikhs soutiennent la Compagnie des Indes orientales et lui procurent des troupes. À Ludhiana, la rébellion est écrasée avec l'aide des chefs pendjabis de Nabha et Malerkotla.
Toutefois, quelques années plus tard, de nombreux Pendjabis jouent un rôle important lors du Mouvement pour l'indépendance de l'Inde, notamment Bhagat Singh ou Muhammad Iqbal.
En 1947, au moment de l'indépendance, le Pendjab est, avec le Bengale, une des deux provinces partagées entre l'Inde et le Pakistan : le Pendjab oriental (environ 35 % de la province du Raj) est rattaché à l'Inde et le Pendjab occidental (65 %) au Pakistan. Les déplacements de populations et les violences qui suivent la partition font plusieurs millions de morts.
L’activité économique et les transports sont en partie paralysés en novembre 2020 à la suite d'un mouvement de grève et de manifestations conduit par les paysans. Ces derniers entendent protester contre la décision du Premier ministre Narendra Modi de supprimer les prix minimaux garantis.

## Géographie

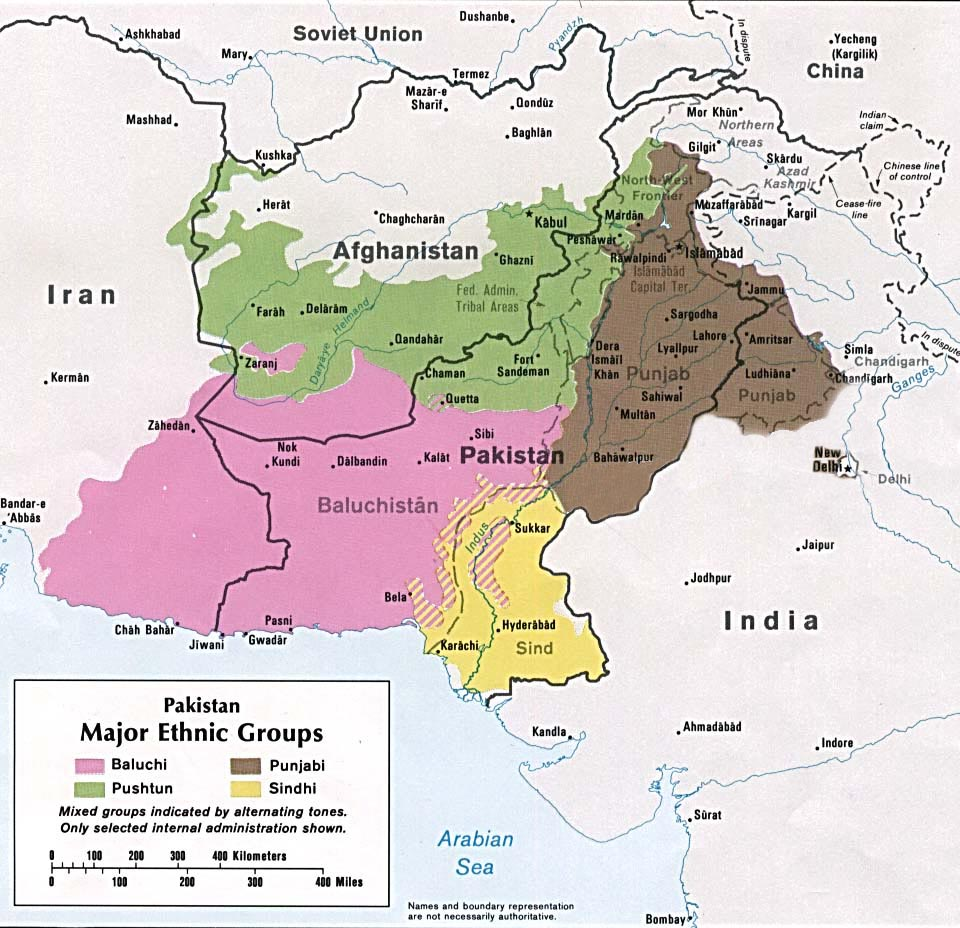
Région du Pendjab (en marron).

Le Pendjab ou le Punjab, au temps de l'Empire sikh, couvrait un large territoire comprenant le bassin de l'Indus et la ligne de partage des eaux entre l'Indus et la plaine gangétique. Il pouvait être divisé en quatre régions naturelles :
- la région montagneuse de l'est, incluant le Jammu-et-Cachemire
- la plaine centrale et ses cinq rivières ;
- la région nord-ouest séparée de la plaine centrale par le Salt Range entre les cours d'eau Jhelum et Indus ;
- la région semi-désertique au sud de la Sutlej.

L'Indus et les cinq rivières prennent leur source dans les chaines de montagne au nord du Pendjab et emporte du terreau, des minéraux et de la vase vers les riches plaines alluviales qui sont très fertiles.

### Climat
Le climat est un facteur important pour l'économie du Pendjab, principalement agricole. Les zones près de l'Himalaya reçoivent des chutes de pluie plus fortes que les régions plus éloignées des montagnes.
Il y a trois principales saisons et deux périodes transitoires. Pendant la saison chaude, de mi-avril à la fin juin, la température peut atteindre 49 °C. La mousson, de juillet à septembre, est une période de fortes chutes de pluie, apportant de l'eau pour les cultures et le réseau de canaux d'irrigation. La période transitoire après la mousson est douce et amène la saison d'hiver, où les températures en janvier descendent jusqu'à 5 °C la nuit et 12 °C le jour. Pendant la période transitoire entre les saisons fraîches et chaudes, des tempêtes de grêle et de fortes chutes de pluie peuvent avoir lieu, endommageant les cultures.

## Le Pendjab pakistanais

La province pakistanaise du Pendjab.

Le Pendjab compte aujourd'hui environ 90 millions des 170 millions d'habitants du Pakistan, et représente 60 % du territoire du Pendjab historique. Son économie repose massivement sur son système d'irrigation, soit plus de 30 500 km de canaux. La plupart ont été construits sous la domination britannique. Le Pendjab domine le Pakistan économiquement, et a une grande influence culturelle.

## Le Pendjab indien
Le Pendjab indien, appelé aussi Pendjab oriental depuis la Partition des Indes, est aujourd'hui constitué des États et territoires indiens du Pendjab, de l'Haryana et de l'Himachal Pradesh, ainsi que Chandigarh, qui recouvrent 40 % du territoire du Pendjab historique.

### L’État indien

L’État indien du Pendjab.

Son territoire compte 25 millions d'habitants pour une superficie de 50 362 km2. Il est la partie du Pendjab oriental localisée dans la plaine du Pendjab stricto-sensu, sur les bords des rivières Ravi, Beâs et Sutlej, couvrant les doab (interfluves) dits du Bari (ou région du Majha) et de Bist. L'État du Pendjab, sous ses contours contemporains, résulte d'une volonté ancienne de mouvements politiques et culturels régionaux à former une région majoritairement sikhe et pendjabiphone.

### Haryana
Son territoire compte 25 millions d'habitants pour une superficie de 44 212 km2. Il constitue la zone de transition entre le bassin de l'Indus et la plaine gangétique, limité à l'Est par la rive droite de la Yamuna. L'Haryana a été distinguée du Pendjab indien par ses caractéristiques linguistique et religieuse, peuplé de populations locutrices d'une langue parente à l'hindi ou hindoustani, l'haryanvi. Néanmoins, c'est une région qui partage de nombreuses affinités culturelles avec le Pendjab.

### Himachal Pradesh
Son territoire compte 6 millions d'habitants pour une superficie de 55 673 km2. Il s'agit d'une région essentiellement himalayenne, occupée par les montagnes, bien qu'aussi marquée par la vallée de Kangra, un espace vallonné d'une étendue considérable, située dans le sud-ouest de l'État. Coincée entre les Shivalik au sud et le massif du Dhauladhar (Bas-Himalaya) au nord, la vallée de Kangra fut un lieu d'interaction significative entre la plaine du Pendjab et l'Himalaya occidental, tout en maintenant une relative indépendance vis-à-vis des territoires en contrebas. Si l'Himachal Pradesh est une région historiquement et géographiquement en relation avec le Pendjab, il est en revanche habité par des populations aux identités et aux cultures particulièrement différenciées.